# Escobar Gallardo
Escobar Gallardo est un personnage secondaire de la série télévisée Nip/Tuck, interprété par Robert Lasardo.  

## Biographie de fiction
Escobar est un parrain de la mafia de Miami. Il apparaît dès le tout premier épisode de la série, où un conflit l'oppose à Christian Troy. En effet, Escobar reproche à Christian d'avoir accepté (par pur intérêt financier) de refaire le visage de Silvio Perez, un de ses anciens hommes de main, qui cherchait à lui échapper. 
Christian découvre trop tard la vraie raison pour laquelle Silvio est poursuivi par Escobar : Silvio a violé la fille d'Escobar, âgée de six ans. À la fin du pilote, Silvio est tué par son propre frère, Alejandro (ce dernier ayant peur que Silvio abuse de son enfant), sous les yeux de Sean McNamara ;  Sean et Christian se retrouvent ainsi avec un cadavre sur les bras. Ne pouvant se résoudre à avouer à la police qu'ils ont accepté d'opérer un criminel pédophile, les deux chirurgiens décident de se débarrasser du cadavre de Silvio en le jetant aux alligators. Escobar, qui connaît leur secret, va dès lors avoir un moyen de leur faire un chantage. 
Ainsi, dans les deux derniers épisodes de la saison 1, Escobar oblige Sean et Christian à lui rendre certains services, en menaçant de les dénoncer aux autorités s'ils n'exécutent pas ses ordres. Dans un premier temps, les deux chirurgiens devront opérer des femmes d'origine colombienne, chargées de transporter de l'héroïne aux États-Unis pour le compte d'Escobar : pour pouvoir passer la frontière sans éveiller la vigilance des douaniers, ces femmes se sont fait poser des implants mammaires remplis de drogue, implants que Sean et Christian vont devoir retirer de leurs poitrines et donner à Escobar. Par la suite, Escobar décide de quitter les États-Unis ; comme il est recherché par la police, il demande à Sean et Christian de lui refaire le visage. Les deux chirurgiens vont alors faire en sorte qu'il soit arrêté par la police, en lui donnant le visage d'un homme recherché pour avoir tué un agent du FBI ; Escobar sera ainsi arrêté et emprisonné pour les crimes d'un autre. 
Dans les saisons suivantes, Escobar réapparaît devant Sean, sous forme d'hallucination. Ainsi, dans le dernier épisode de la saison 2, Escobar (ou plutôt, l'image d'Escobar) incite Sean à tuer le Découpeur. Absent de la saison 3, Escobar réapparaît dans la saison 4, là encore sous forme d'hallucination, pour inciter Sean à tromper sa compagne Julia (épisode 4.04), puis pour l'inciter à tuer sa maîtresse, Monica (épisode 4.06). Escobar personnifie ici la mauvaise conscience de Sean. 
Dans l'épisode 4.10, Escobar réapparaît, mais cette fois en chair et en os. Alors qu'il purge sa peine de prison, il est victime d'une agression et se retrouve avec le visage gravement brûlé. Ayant encore les moyens de faire chanter Sean et Christian, il envoie son ancien compagnon de cellule et esclave sexuel, Merrill Bobolit, leur demander de lui reconstruire le visage. Obligés d'accepter, Sean et Christian opèrent Escobar, sous étroite surveillance policière ; à sa demande, ils lui rendent le visage qu'il avait avant sa précédente opération. Le soir après l'opération, un des hommes de main d'Escobar (qui n'est autre qu'Alejandro) entre dans la clinique McNamara/Troy, déguisé en infirmier, pour apporter un revolver à son patron ; avec cette arme, Escobar tue les policiers chargés de le surveiller et sort de la clinique. Escobar tue Alejandro et va ensuite au domicile de Sean, pour lui expliquer que l'agression dont il a été victime en prison n'était en fait qu'une étape d'une mise en scène qu'il avait mise au point pour s'évader.
Plus tard, toujours dans la saison 4, Escobar s'avère être le chef du trafic d'organes auquel participent James et Michelle. Dans le dernier épisode de la saison, il s'adresse à nouveau à Sean et Christian, cette fois-ci pour qu'ils reconstruisent la poitrine de son épouse, Gala Gallardo, qui a été victime d'une agression. Après avoir été opérée, Gala abat Escobar dans le cabinet médical, laissant à nouveau les chirurgiens avec un cadavre sur les bras. Avec la complicité de Liz, Sean et Christian vont jeter le cadavre d'Escobar aux alligators, comme ils l'avaient fait avec le cadavre de Silvio. 
Sean et Christian voient toute cette histoire remonter à la surface dans la dernière saison, où ils reçoivent la visite d'Aurelia Gallardo, la fille d'Escobar et Gala (cette dernière est morte entre-temps), désormais âgée de 15 ans. Aurelia sait que Sean et Christian connaissaient son père et leur demande de plus amples informations à son sujet. Christian et Sean lui cachent d'abord la vérité, mais Sean voit à nouveau apparaître Escobar sous forme d'hallucination : Escobar, jouant à nouveau le rôle de la mauvaise conscience de Sean, encourage ce dernier à avouer la vérité à Aurelia. Plus tard, Sean dévoile tout à Aurelia, y compris le viol dont elle a été victime à l'âge de six ans et la façon dont lui et Christian se sont débarrassés des cadavres de Silvio et d'Escobar. Aurelia alerte le FBI, qui commence une enquête, mais celle-ci « ne mènera probablement nulle part », selon l'expression d'un des agents.